# Улица Сержа Лифаря
Улица Сержа Лифаря (укр. Вулиця Сержа Лифаря) — улица в Деснянском районе города Киева. Пролегает от улицы Пуховская при примыкании улиц Мелиоративная и Крайняя до улицы Оноре де Бальзака, исторически сложившаяся местность (район) Вигуровщина-Троещина.
Примыкают улицы Электротехническая, Николая Закревского, проспект Червоной Калины.
По названию улицы именуется станция скоростного трамвая.

## История
В 1982 году село Троещина было включено в состав города Киева, со временем усадебная застройка была ликвидирована в связи со строительством нового жилого массива. 
Новая улица № 4 была проложена в 1983 году от Электротехнической улицы до конца застройки. Улица застраивалась вместе с другими улицами 1-й очереди жилого массива Троещина в Днепровском районе.
18 апреля 1983 года Новая улица № 4 переименована на улица Александра Сабурова  — в честь Героя Советского Союза Александра Николаевича Сабурова, согласно Решению исполнительного комитета Киевского городского совета депутатов трудящихся № 613 «Про упорядочивание наименований и переименование улиц города Киева».
Согласно топографической карте M-36-050, к 1991 году улица была проложена в современных размерах и полностью застроена.   
15 ноября 2016 года улица получила современное название  — в честь французского артиста балета, балетмейстера украинского происхождения Сержа Лифаря, согласно Решению Киевского городского совета № 21/6072 «Про переименование улицы в Деснянском районе города Киева».

## Застройка
Улица пролегает в северо-западном направлении. Улица имеет по два ряда движения в обе стороны. Улица с проспектом Владимира Маяковского образовывает площадь Анкары. 
Парная и непарная стороны улицы заняты многоэтажной жилой (9-16-этажные дома) застройкой и учреждениями обслуживания — непарная сторона микрорайоны №№ 6 и 8, парная сторона микрорайоны №№ 11 и 9 жилого массива Вигуровщина-Троещина. Застройка улицы и её нумерация начинается после примыкания улицы Николая Закревского.
Учреждения:
1. дом № 6 — школа № 277
2. дом № 11 Б — учебно-творческий центр Аратта
3. дом № 14 — школа № 276
4. дом № 16 Б — общество ветеранов войны в Афганистане Деснянского района
5. дом № 19 Б — школа № 263